# 普萊森特維爾 (愛荷華州)
普萊森特維爾（英語：Pleasantville）是一個位於美國愛荷華州馬里昂縣的城市。

## 地理
普萊森特維爾的座標為40°23′16″N 93°16′07″W / 40.38778°N 93.26861°W，而該地的平均海拔高度為279米（即915英尺）。

## 人口
根據2010年美國人口普查的數據，普萊森特維爾的面積為6.58平方千米，當中陸地面積為6.55平方千米，而水域面積為0.03平方千米。當地共有人口1694人，而人口密度為每平方千米257人。